# São Vendelino
São Vendelino é um município brasileiro do estado do Rio Grande do Sul. Localiza-se a uma latitude 29º22'08" sul e a uma longitude 51º22'37" oeste, estando a uma altitude de 100 metros. Sua população estimada em 2018 foi de 2.219 habitantes.
Possui uma área de 37,984 km².
É o município com a melhor qualidade de vida do Brasil, de acordo com o Índice Brasileiro de Privação (IBP), criado pela Fiocruz e divulgado em 2020. Foram considerados aspectos relacionados a educação, renda e moradia.

## Língua minoritária
Assim como muitos municípios do estado do Rio Grande do Sul, língua alemã faz parte da história de São Vendelino  desde a sua fundação. O dialeto falado na região é o Riograndenser Hunsrückisch, uma variante do dialeto prevalente na região do Hunsrück, no sudoeste da Alemanha.
Em 2012 a Assembleia Legislativa do Estado do Rio Grande do Sul aprovou em voto unânime o reconhecimento oficial do dialeto alemão riograndense como parte integral do patrimônio cultural do estado.

## Galeria

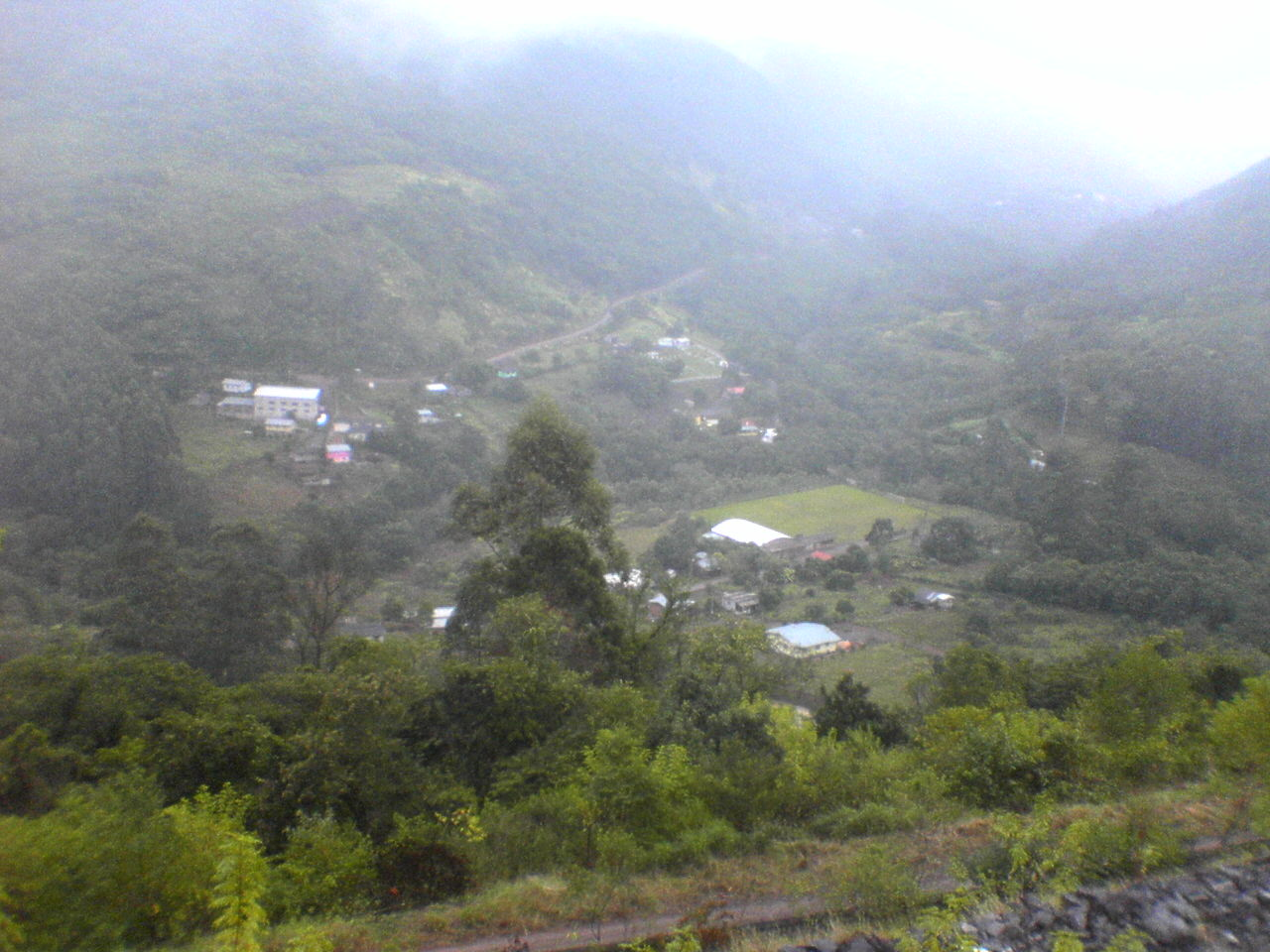
Uma parte da cidade de São Vendelino, vista da rodovia que corta o município.
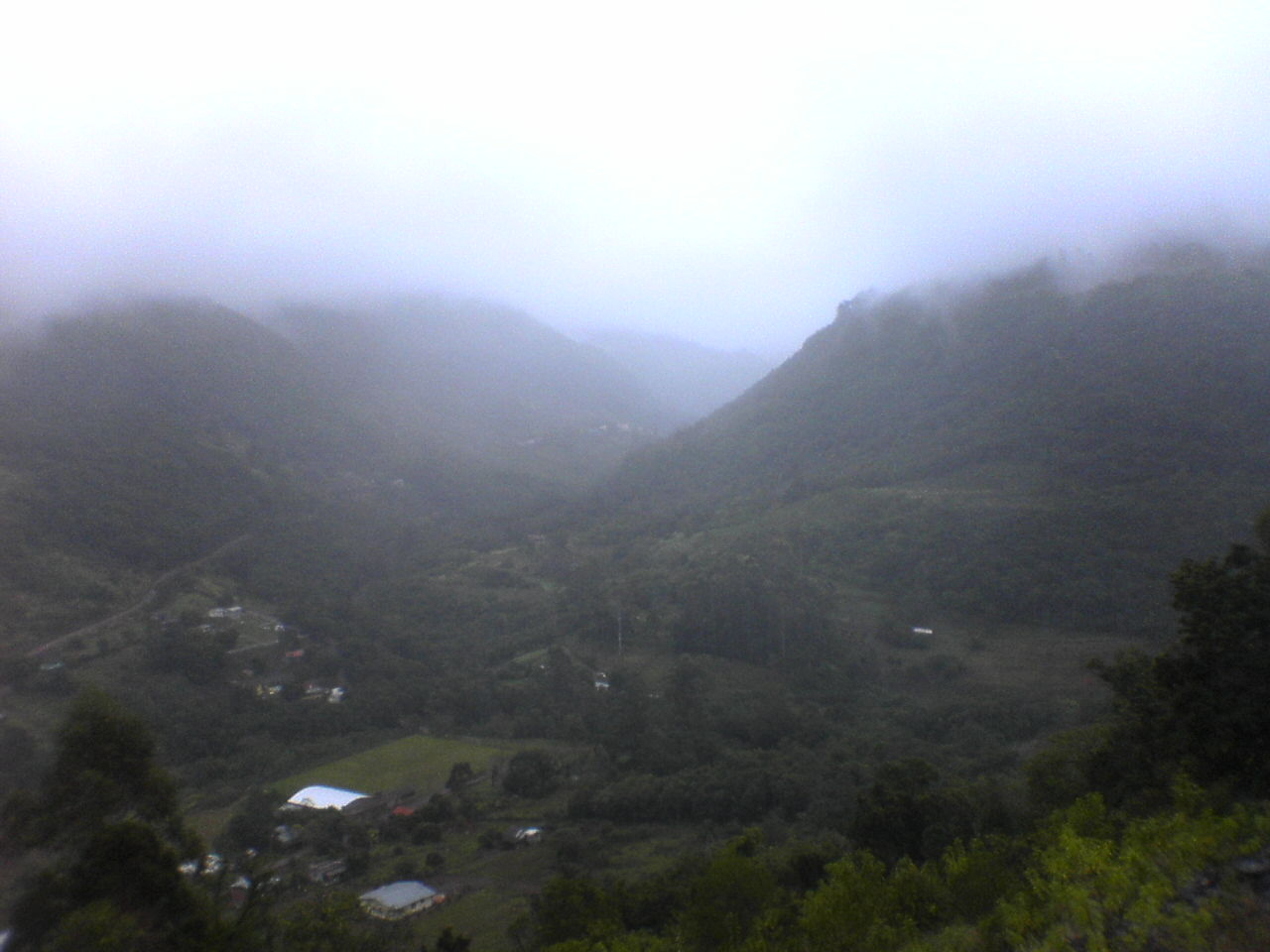
São Vendelino sob forte neblina.
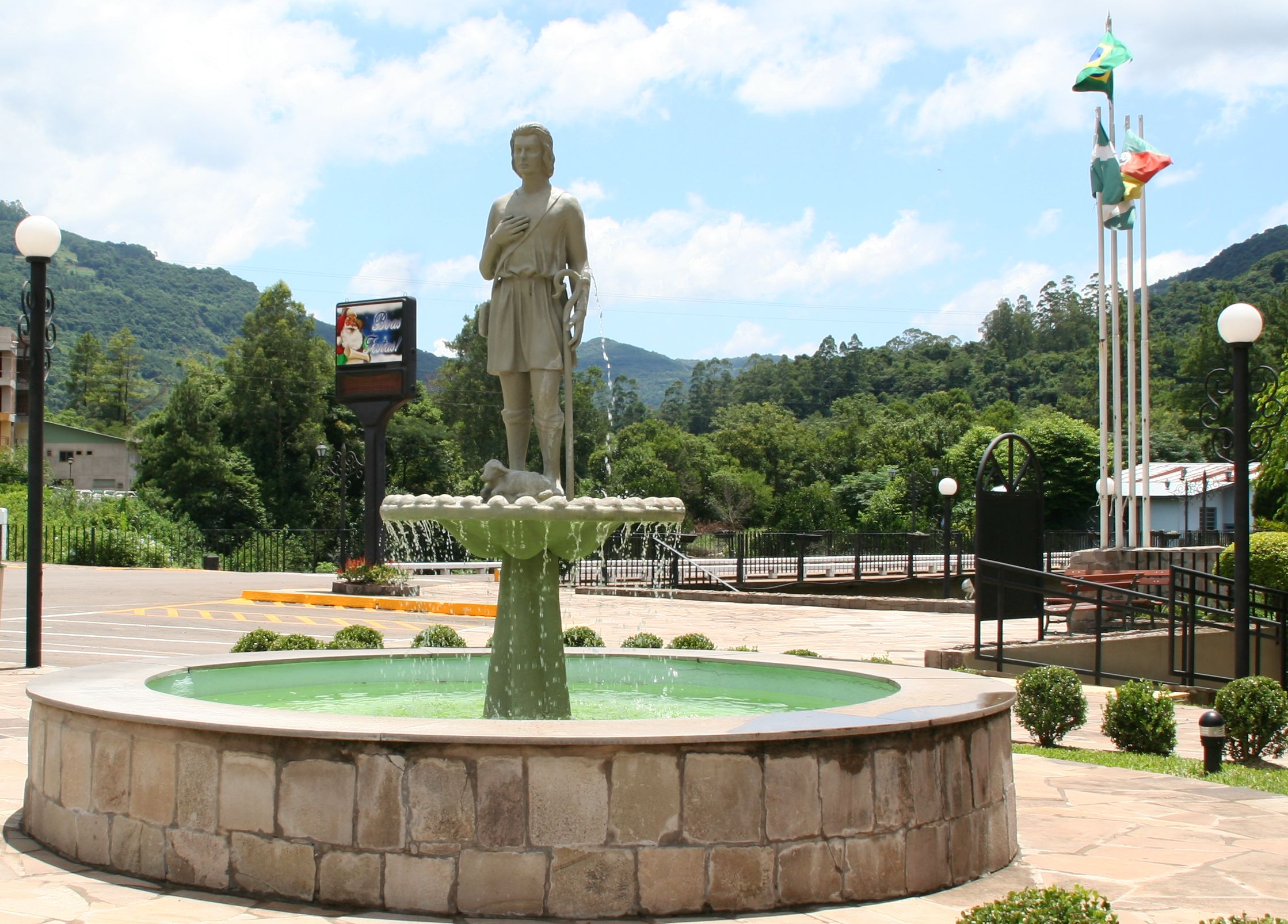
fonte Wendalinus em frente à prefeitura de São Vendelino.